# Elizabeth de Clare
Elizabeth de Clare, XI senyora de Clare, (Tewkesbury, Gloucestershire, Anglaterra, 16 de setembre, 1295 – Ware, Hertfordshire, Anglaterra, 4 de novembre, 1360) va ser l'hereva dels senyorius de Clare, Suffolk, a Anglaterra i Usk, a Gal·les. Era la filla menor de Gilbert de Clare, 6è comte d'Hertford, i Joana d'Acre, i germana de Gilbert de Clare, posteriorment 7è comte. També es referien a ella com Elizabeth de Burgh, pel seu primer matrimoni amb John de Burgh. Els seus dos següents marits van ser Theobald II de Verdun (de la família Butler) i Roger d'Amory.

## Família
Elizabeth de Clare es va casar tres vegades, i va tenir un descendent de cada matrimoni. El seu pare va ser una de les persones més riques i poderoses de la noblesa anglesa, i la seva mare era una princesa anglesa, filla d'Eduard I. Quan el germà d'Elizabeth va morir sense descendència a la batalla de Bannockburn (1314), les germanes d'Elizabeth, Eleanor i Margaret es van repartir la seva fortuna, estimada en un guany de £6,000/any. D'aquesta manera, Elizabeth es va convertir en una de les hereves més grans d'Anglaterra. El seu oncle matern, Eduard II, la va cridar a Anglaterra per trobar-li un marit. Va deixar Irlanda per voluntat pròpia el 1316, deixant a l'illa el seu jove fill, William.

## Primer matrimoni
Ella va acompanyar el seu germà Gilbert a Anglaterra pel seu doble casament amb el fill i la filla del comte de l'Úlster. Elizabeth es va casar amb John de Burgh el 30 de setembre de 1308. El seu marit era l'hereu del seu pare, per la qual cosa s'esperava Elizabeth que arribés a ser comtessa. El 1312, va donar a llum el seu únic fill, William Donn de Burgh, futur III comte d'Úlster. Un any després, l'espòs d'Elizabeth va morir en una escaramussa menor; i després d'un altre any ho feia el seu germà a la batalla de Bannockburn. Des d'aquell moment estaria destinada a tornar a Irlanda.

## Segon matrimoni
Eduard II va instal·lar a la seva acabalada neboda al castell de Bristol, amb intenció de mantenir-la allà fins que disposés casar-la amb un dels seus aliats. Però els plans del rei van resultar infructuosos quan Theobald II de Verdun, antic Justiciar d'Irlanda, la va segrestar al febrer de 1316. Cal ressaltar que ell i Elizabeth havien estat promesos abans que ella fos cridada a Anglaterra. Elizabeth tan sols va ser Lady Verdun sis mesos, ja que el seu marit va morir el 27 de juliol d'aquell mateix any de febre tifoide. Ell va deixar tres filles d'un primer matrimoni, a més d'un altre fill no nat que gestava Elizabeth. Ella es va acomodar al Priorat d'Amesbury, sota la protecció de la seva tia, la monja Mary de Burgh. Allà on va donar a llum la seva filla pòstuma Isabel de Verdun, nomenada en honor a la reina, el 21 de març de 1317.

## Tercer matrimoni
Poques setmanes després del naixement d'Isabel, Eduardo II finalment va poder disposar de la mà de la neboda per oferir-li-la a un dels seus favorits. L'elegit va ser Roger D'Amory senyor D'Amory i baró d'Amory, a Irlanda-D'Amory havia estat un cavaller al servei de l'últim comte d'Hertford, germà d'Elizabeth, que havia progressat fins a ser amant d'Eduard II. Després de casar-se amb ell, Elizabeth es va convertir en una peça dins de l'agitat govern del seu oncle Eduard. També al seu tercer marit li va donar una filla, Elizabeth, nascuda el maig del 1318. Roger era imprudent i violent, i es va enemistar amb Hug Le Despenser el Jove, cunyat dels D'Amory pel seu matrimoni amb Eleanor de Clare. D'Amory es va aliar amb els senyors de les marques, liderats per Roger Mortimer, a la rebel·lió coneguda com a Guerra dels Despenser.

## Pèrdua i recuperació de les propietats
Despenser el Jove, cunyat d'Elizabeth, es va convertir en el nou favorit del rei. Amb el suport real, va dur a terme un pla per consolidar el seu poder prenent control de les terres adjacents als seus senyorius a Gal·les, especialment els de Gwynllwg i Usk, que pertanyien a les seves cunyades Elizabeth i Margaret respectivament. Roger D'Amory, el violent i imprudent marit d'Elizabeth, es va unir a la rebel·lió dels senyors de les Marques, capturant els castells de Caephilly i Cardiff i aconseguint que els Despenser abandonessin la cort per un curt període. A l'octubre de 1321, van tornar a ser cridats pel rei i es va reiniciar la rebel·lió. Després de la batalla de Boroughbridge, Roger D'Amory va ser fet presoner al castell de Turbury, Staffordshire, on va morir de les seves ferides el 12 de març de 1322. Per la seva banda, Elizabeth va ser capturada al castell d'Usk i feta presonera a la abadia de Barking, a Londres, amb les seves filles. El rei la va obligar a canviar la seva pròspera senyoria d'Usk al seu cunyat, a canvi de l'empobrit senyoriu de Gower. A l'octubre de 1326, la reina Isabel i Mortimer es van rebel·lar contra el rei i Despenser, quan aquest va ser executat, Elizabeth ja era al castell d'Usk, que va tornar al seu poder. Ella va elaborar una luxosa festa de Nadal aquest any, probablement per celebrar la mort del rival. També va fer treballs als castells d'Usk i Llangibby, on rebria i festejaria els seus amics, especialment a Marie de St Pol, comtessa de Pembroke. Va romandre a Usk des d'octubre de 1348 fins a abril de 1350, potser per escapar de la pesta Negra.

## Vida posterior
Després d'enviudar en tres ocasions, Elizabeth no va tornar a desposar-se i va prendre el títol de "senyora de Clare", per ser Suffolk el seu senyoriu principal, encara que també residia a l'Abadia d'Anglesey, Cambridgeshire; Great Bardfield, EssexK i en una casa que va fer construir el 1352, al convent de les clarisses d'Aldgate on estava enterrada la seva germana Margaret. Gràcies als registres de casa seva, entre d'altres, és molt fàcil assumir com devien ser els seus últims vint-i-cinc anys i les seves donacions religioses a diferents edificis i institucions lligades amb la família de Clare. La seva segona fundació més important i duradora seria el Clare College, a la Universitat de Cambridge. La seva relació amb la universitat es va iniciar quan li van demanar suport econòmic per a l'University Hall. En 1346, el seu fundador, Richard de Badew, va cedir el dret de patronatge a Elizbeth, que ho va refondrà donant noves concessions i re nomenant-lo com Clare Halli.

## Mort
Elizabeth de Clare, va morir el 4 de novembre de 1360, i va ser enterrada al convent de les clarisses on va construir la seva residència. El seu funeral va costar £200. La seva tomba no va sobreviure, però estan publicats el seu testament i els registres de casa seva. Es va casar amb John Bardolf, III baró Bardolf de Wormegay (1314–1363). El seu fill William, III comte d'Úlster, es va casar amb Matilde de Lancaster, i va ser pare d'Isabel de Burgh, IV comtessa d'Úlster. Isabel es va convertir en la dona del segon fill d'Eduard III, Lionel d'Anvers, duc de Clarence el 1342. Pel que fa a William, ja havia mort assassinat a Irlanda el 1333, vint-i-set anys abans que la seva mare, el 4 de novembre de 1360. A través de la seva néta Elizabeth, és descendent de tots els reis d'Anglaterra a partir d'Eduardo IV, a excepció d'Enric VII.